# Fòs (Erau)
Fòs (en francès Fos) és un municipi occità del Llenguadoc, situat al departament de l'Erau i a la regió d'Occitània.
Del segle xii fins a la Revolució Francesa feia part de la vegueria de Besiers. El 1834 el baró Lluís Antoni de Senegra, darrer senyor de Fos va vendre la seva propietat als habitants.

## Demografia

Població 1962-2008